# Nati nel 1586
| Questa pagina contiene informazioni ricavate automaticamente dalle voci biografiche con l'ausilio del template Bio e di un bot. L'aggiornamento è periodico e automatico e ricostruisce completamente la pagina. Se manca una persona in questa lista, sei pregato di non aggiungerla, ma accertati piuttosto che la sua voce biografica contenga il template Bio e che i dati anagrafici siano correttamente compilati. Se il template Bio manca, inseriscilo tu stesso o, in alternativa, metti l'avviso {{tmp\|Bio}} che ne segnala la mancanza. Se i dati riportati sono sbagliati, correggi direttamente la voce biografica; le modifiche saranno visibili in questa lista entro pochi giorni. Per chiarimenti vedi il progetto biografie. La lista contiene solo le 89 persone che sono citate nell'enciclopedia e per le quali è stato implementato correttamente il template Bio. Pagina aggiornata al 10 dic 2024. |

## Gennaio(3)
- 1º gennaio - Pau Claris i Casademunt, politico spagnolo († 1641)
- 20 gennaio - Johann Hermann Schein, compositore tedesco († 1630)
- 29 gennaio - Ludovico Federico di Württemberg-Mömpelgard, nobile tedesco († 1631)

## Febbraio(4)
- 7 febbraio - Marzio Ginetti, cardinale e vescovo cattolico italiano († 1671)
- 13 febbraio - Paride Lodron, arcivescovo cattolico austriaco († 1653)
- 19 febbraio - Pieter de Carpentier, politico olandese († 1659)
- 26 febbraio - Niccolò Cabeo, gesuita, filosofo e matematico italiano († 1650)

## Aprile(4)
- 2 aprile - Pietro Della Valle, scrittore italiano († 1652)
- 9 aprile - Giulio Enrico di Sassonia-Lauenburg, duca († 1665)
- 20 aprile - Rosa da Lima, religiosa peruviana († 1617)
- 24 aprile - Henry Hastings, V conte di Huntingdon, nobile inglese († 1643)

## Maggio(4)
- 7 maggio - Francesco IV Gonzaga, nobile italiano († 1612)
- 9 maggio - Tsugaru Nobuhira, militare giapponese († 1631)
- 11 maggio - Bonaventura de Baccarini, religioso italiano († 1647)
- 11 maggio - Angelo Giori, cardinale italiano († 1662)

## Luglio(4)
- 1º luglio - Claudio Saracini, compositore e liutista italiano († 1630)
- 5 luglio - Thomas Hooker, personalità religiosa statunitense († 1647)
- 13 luglio - Lodovico Grignani, editore e tipografo italiano († 1651)
- 26 luglio - Diego de Colmenares, storico e biografo spagnolo († 1651)

## Agosto(2)
- 17 agosto - Johannes Valentinus Andreae, teologo tedesco († 1654)
- 20 agosto - Filippo Niccolini, marchese italiano († 1666)

## Ottobre(4)
- 9 ottobre - Leopoldo V d'Austria, nobile austriaco († 1632)
- 14 ottobre - Francesco Luna, vetraio e storiografo italiano
- 20 ottobre - Luke Foxe, esploratore britannico († 1635)
- 28 ottobre - Virgilio Verucci, drammaturgo italiano († 1650)

## Novembre(2)
- 8 novembre - Michail Skopin-Šujskij, nobile e militare russo († 1610)
- 23 novembre - Juan Bautista de Lezana, religioso e teologo spagnolo († 1659)

## Dicembre(6)
- 6 dicembre - Niccolò Zucchi, gesuita, astronomo e fisico italiano († 1670)
- 14 dicembre - Georgius Calixtus, teologo tedesco († 1656)
- 21 dicembre - Adriana Basile, cantante e musicista italiana († 1657)
- 21 dicembre - Hosokawa Tadatoshi, militare giapponese († 1641)
- 29 dicembre - Francisco de Moncada, diplomatico, militare e scrittore spagnolo († 1635)
- 31 dicembre - Maddalena Sibilla di Hohenzollern, nobildonna († 1659)

## Senza giorno specificato(56)
- Radu IX Mihnea, principe († 1626)
- Manuel de Acevedo y Zúñiga,  spagnolo († 1653)
- Scipione Agnelli, vescovo cattolico, letterato e giurista italiano († 1653)
- Andreas Albrecht, matematico tedesco († 1628)
- Teodoro Ameyden, avvocato, poeta e storico fiammingo († 1656)
- Antonino Amico, religioso e storico italiano († 1641)
- Paolo Aproino, fisico italiano († 1638)
- Arima Naozumi, militare giapponese († 1641)
- Asano Nagaakira, samurai giapponese († 1632)
- Pietro Antonio Barca, ingegnere e architetto italiano († 1639)
- Peter Bartholin, astronomo danese († 1642)
- Marcantonio Bassetti, pittore italiano († 1630)
- Andries Bicker, politico olandese († 1652)
- Schelte à Bolswert, incisore olandese († 1659)
- Carlo III Borromeo, nobile e mecenate italiano († 1652)
- Cristoforo Caetani, vescovo cattolico italiano († 1642)
- Giovan Battista Calandra, pittore italiano († 1644)
- Richard Capel, religioso inglese († 1656)
- Antonio Carafa della Stadera, nobile italiano († 1610)
- Adam de Coster, pittore fiammingo († 1643)
- Antonino Diana, teologo italiano († 1663)
- Giles Fletcher il Giovane, scrittore scozzese († 1623)
- John Ford, drammaturgo britannico
- Giovanni Maria da Bitonto, religioso, matematico e pittore italiano
- Luca Giustiniani, doge († 1651)
- Eleonora Gonzaga, religiosa italiana († 1668)
- Ikoma Masatoshi, militare giapponese († 1621)
- Matteo Ingoli, pittore italiano († 1631)
- Lodovico Isolani, generale italiano († 1640)
- Giuseppe La Napola da Trapani, francescano, filosofo e teologo italiano († 1649)
- Agostino Lampugnani, religioso e scrittore italiano († 1657)
- Gijsbrecht Leytens, pittore fiammingo
- Alvise Lippomano, vescovo cattolico italiano († 1640)
- Giovanni Stefano Marucelli, pittore, architetto e ingegnere italiano († 1646)
- John Mason, politico britannico († 1635)
- Juan Gómez de Mora, architetto spagnolo († 1648)
- Andrea Polinori, pittore italiano († 1648)
- Stefano Quaranta, arcivescovo cattolico italiano († 1678)
- Camillo Rama, pittore italiano
- Jacob van Reefsen, pastore protestante olandese († 1658)
- Théophraste Renaudot, giornalista, medico e filantropo francese († 1653)
- Antonio Rocco, filosofo e scrittore italiano († 1652)
- Marcello Sacchetti, banchiere, mercante e mecenate italiano († 1629)
- Bonaventura Stabile, poeta e religioso italiano († 1649)
- Luis Tristán, pittore spagnolo († 1624)
- Ascanio Turamini, vescovo cattolico italiano († 1647)
- Giulio Cesare Vachero, politico e avventuriero italiano († 1628)
- Claes Jansz Visscher, editore, incisore e disegnatore olandese († 1652)
- John Wemyss, I conte di Wemyss, politico scozzese († 1649)
- Jan Wildens, pittore fiammingo († 1653)
- Mary Wroth, poetessa inglese († 1652)
- François de Harlay de Champvallon, arcivescovo cattolico, teologo e scrittore francese († 1653)
- Gerard de Malynes, scrittore e mercante britannico († 1641)
- Guglielmo di Fürstenberg-Heiligenberg, nobile tedesco († 1618)
- Lucas van Uffelen, mercante d'arte olandese († 1638)
- Wilhelm von der Wense, nobile e filosofo tedesco († 1641)